# غلام‌رضا قصاب
غلام‌رضا قصاب (زادهٔ ۱ فروردین ۱۳۳۵) کشتی‌گیر اهل ایران و و اولین خوزستانی شرکت‌کننده در بازی‌های المپیک با 20سال سن است. او در رقابت‌های ۶۲ کیلوگرم فرنگی مردان در بازی‌های المپیک تابستانی ۱۹۷۶ شرکت کرد.
او هشت سال کاپیتانی تیم ملی کشتی فرنگی ایران را برعهده داشت.
سالتوهای او به تمامی حریفان داخلی و خارجی باعث شد تا به او لقب سلطان سالتو ایران را بدهند.
شروع کشتی غلامرضا قصاب در سن 14 سالگی از ماسه های رودخانه دز دزفول بود. در کنار رودخانه دز و تمرینات مکرر باعث شد تا با انتخاب استاد احمد فیلی پور مربی فقیدش و راهنمایی های برادر بزرگش رحیم قصاب به سالن کشتی برود.  او کشتی را در باشگاه تاج سابق و استقلال کنونی آغاز نمود .
در سن 16 سالگی برای اولین بار عضو تیم ملی جوانان و بزرگسالان ایران شد.
در سن 20 سالگی اولین المپیکی تاریخ کشتی فرنگی خوزستان و دزفول در مسابقات المپیک مونترال سال 1976 بود.
وی از فنی ترین کشتی گیران تاریخ کشتی فرنگی ایران بود . و در اکثر مسابقات نشان ستاره و لقب فنی ترین کشتی گیر را  کسب میکرد.  
در وزنهای 62 و 68 کیلو از سال 1350 تا سال 1359 همزمان در رده جوانان و بزرگسالان و امید نفر اول مسابقات کشوری و انتخابی تیم ملی بود. 
در سال های  1354 تا 1356 جز محبوبترین و پرطرفدارترین ورزشکاران ایران چه به لحاظ فنی و چه چهره ورزشی در میان نظرسنجی روزنامه های ورزشی بود.
خداحافظی با کشتی
در سال 1359 با آغاز جنگ ایران و عراق در سن 24 سالگی و اوج کشتی و پختگی بابت تحریم مسابقات جهانی و المپیک  در سالهای 1980 توسط ایران و نبود سالن های تمرین در دزفول مجبور به خداحافظی اجباری از دنیای قهرمانی شد. 

## رقیبان

### رقیبان داخلی
از رقیبان او می‌توان به محمد بنا اشاره کرد که ۱۳ بار با هم کشتی گرفتند که سهم غلامرضا قصاب ۱۲ برد از ۱۳ کشتی بود.
احمدرضا محمدی. حسین کوهکن. حسین معرب. حسین تورانیان. زرافشانی و حمید رستم پور  و فریدون عشق پرست سرشناش ترین رقبای داخلی او در کنار محمد بنا بودند. 

### رقیبان خارجی
از رقیبان خارجی می‌توان به نلسون داویتیان، قهرمان جهان ۱۹۷۵؛ کاژیمیش لیپین، قهرمان جهان و المپیک سال ۱۹۷۵ و ۱۹۷۶؛ لاسلو رتسی، نفر سوم جهان سال ۱۹۷۵؛  و کافر شنگهوی، قهرمان جوانان جهان سال ۱۹۷۶ اشاره کرد.

## موفقیت‌ها و عنوان‌ها

### عناوین خارجی و بین‌المللی
- سال ۱۹۷۵ نفر پنجم مسابقات جهانی نیکلای پتروف بلغارستان
- سال ۱۹۷۶ نفر سوم مسابقات جهانی نیکلای پتروف بلغارستان
- سال ۱۹۷۵ نفر چهارم مسابقات جهانی ابراهیم مصطفی مصر
- سال ۱۹۷۶ نفر سوم مسابقات جهانی ابراهیم مصطفی مصر
- سال ۱۹۷۶ نفر سوم مسابقات جهانی روژه کولن فرانسه
- سال ۱۹۷۷نفر پنجم جوانان جهان لاس و گاس آمریکا (علیرغم پیروزی بر نفر اول کافر شنگهوی روس)
- سال ۱۹۷۶ شرکت کننده در بازیهای المپیک میزبان کشور کانادا[۷]
- سال ۱۹۷۷ کسب عنوان قهرمانی لیگ کشتی آزاد بین ایالتی در کشور آمریکا و با حضور ۸ کالج معتبر کشتی آمریکا

### عناوین داخلی
- سال ۱۳۵۰ نفر اول جوانان کشتی فرنگی ایران
- سال ۱۳۵۰ نفر سوم بزرگسالان کشتی فرنگی ایران
- سال ۱۳۵۲ قهرمان جوانان کشتی فرنگی ایران
- سال ۱۳۵۲ قهرمان بزرگسالان کشتی فرنگی ایران
- سال ۱۳۵۳ قهرمان جوانان کشتی فرنگی ایران
- سال ۱۳۵۳ قهرمان بزرگسالان کشتی فرنگی ایران
- سال ۱۳۵۴ قهرمان جوانان کشتی فرنگی ایران
- سال ۱۳۵۴ قهرمان بزرگسالان کشتی فرنگی ایران
- سال ۱۳۵۵ قهرمان بزرگسالان کشتی فرنگی ایران
- سال ۱۳۵۵ نفر اول وزن 62 کیلو در مسابقات لیگ کشتی ایران با باشگاه تاج سابق
- سال ۱۳۵۶ قهرمان بزرگسالان کشتی فرنگی ایران
- سال ۱۳۵۶ قهرمان مسابقات کارگران ایران
- سال ۱۳۵۷ قهرمان بزرگسالان کشتی فرنگی ایران
- سال ۱۳۵۸ قهرمان بزرگسالان ایران
- سال ۱۳۵۸ قهرمان مسابقات کارگران ایران

### سابقه مربیگری
- مربی تیم ملی کشتی فرنگی نوجوانان ایران ۱۳۸۵ و عنوان نایب قهرمانی در مسابقات آسیایی ژاپن
- مربی تیم ملی کشتی فرنگی المپیک ناشنوایان ایران سال ۱۳۸۸
- عضو کمیته فنی تیم ملی کشتی ایران سالهای ۲۰۱۵ و ۲۰۱۷

مسابقات پیشکسوتان جهان
در سالهای 1998 تا سال 2010 چندین مدال جهانی از مسابقات  جهانی پیشکسوتان  کسب نمود.